# 犹太共产主义
犹太共产主义（波蘭語：Żydokomuna）是波兰的一种反共、反犹的诬蔑说法或带有贬义的刻板印象，宣称大多数犹太人与苏联合作，将共产主义引入波兰，或者声称这是一个完全由犹太人主导的阴谋。这一波兰语词汇是“犹太布尔什维克主义”的另一种说法，它与“犹太世界阴谋”这一阴谋论密切相关。
这种观念起源于波苏战争时期的反共宣传，并在战间期持续流传。它建立在波兰长期存在的反犹情绪基础上，同时也反映波兰人对俄罗斯的历史性恐惧。当时波兰大多数犹太人支持由约瑟夫·毕苏斯基领导的政府。然而在他1935年去世后，波兰社会上反犹主义加剧，一部分犹太人（最多不过几千人）因波兰共产党对犹太人相对宽容，开始参与或支持波兰共产党。反犹分子便借此大肆渲染、夸大其影响。
1939年苏联入侵波兰、占领波兰东部之后，苏联通过奖惩手段，挑起犹太人与波兰人之间的种族与宗教分歧，历史学家扬·格罗斯称此为“怨恨的制度化”。学者雅夫·沙茨认为，这种刻板印象形成的原因之一是“在波兰共产主义运动中，犹太裔人员确实占据显著比例”，尽管“共产主义理想和共产主义运动在波兰犹太人中的实际支持者极少”。这一反犹刻板印象在1941年纳粹德国入侵苏联占领下的波兰东部时发展为大规模的屠杀。
这一刻板印象在战后波兰依然延续，因为波兰的反共分子将战前的共产主义反波兰鼓动与战后的亲苏政权相联系，并指出苏联在波兰任命不少犹太人担任政府要职。这也因斯大林主义时期少数犹太人在波兰政权中的突出角色而被进一步强化（特别是雅库布·贝尔曼和希拉里·明茨）。学者迈克尔·C·斯坦劳夫认为，尽管犹太共产党人在数量上极为少数，他们却在波兰被冠以恶名，被认为“策划了对这个国家的奴役”，并成为“犹太共产主义诬蔑说法中的妖魔化象征”。